# Colocleora derennei
Colocleora derennei är en fjärilsart som beskrevs av Claude Herbulot 1975. Colocleora derennei ingår i släktet Colocleora och familjen mätare. Inga underarter finns listade i Catalogue of Life.